# Bikram yoga
Ten artykuł opisuje teorie, metody lub czynności niezgodne ze współczesną wiedzą medyczną.
Bikram joga − rodzaj hot jogi, stworzona przez Bikrama Choudhury na podstawie hathajogi. Praktykowana jest w pomieszczeniu podgrzewanym do 41 °C (105 °F) z wilgotnością 40%. Składa się z 26 pozycji (asana) i 2 ćwiczeń oddechowych.

## Początek działalności
Urodzony w 1946 roku w Kalkucie mistrz jogi, technikę tę spopularyzował w USA na początku lat 70. XX wieku. W roku 1974 wraz z żoną otworzył „The Yoga College of India” w Beverly Hills. Stał się znanym i cenionym nauczycielem znanych osobistości i gwiazd Hollywood. Jak donosił magazyn The Times w 2009, na świecie znajdowało się wówczas ponad 4 tys. ośrodków, gdzie można było praktykować ten rodzaj jogi.

## Teoria
Lekcje jogi Bikram trwają 90 minut i składają się z cyklu 26 pozycji zwanych asanami, wykonywanych dwa razy, zawsze w tej samej kolejności. Ćwiczeniom fizycznym towarzyszą dwa ćwiczenia oddechowe, mające pomóc uczestnikom w wykorzystaniu jak największej powierzchni płuc. Wszystkie pozycje wykonywane są w głębokiej koncentracji.
Celem Bikram jogi jest poprawa zdrowia ogólnego. Zdaniem założyciela, praktyka w podgrzewanym pomieszczeniu ułatwia głębsze rozciąganie i zapobiegania urazom, przy jednoczesnym zmniejszeniu stresu i napięcia. System ten ma symulować i przywracać zdrowie do wszystkich mięśni, stawów i organów w ciele człowieka. Dzięki poprawie krążenia, ma zapobiegać chorobom serca i niewydolności narządów. Choudhury twierdzi, że praktykowania Bikram jogi znacznie wpływa na system krążenia krwi w organizmie, głównie za sprawą dwóch procesów: rozciągania i kompresji. Kombinacja tych dwóch technik sprawia, że świeża krew napływa do wszystkich stawów, mięśni i narządów w organizmie człowieka. W czasie wykonywania określonej asany (pozycji), osoba ćwicząca rozciąga lub kładzie nacisk na wybraną część ciała, co czasowo zatrzymuje obieg krwi w danej partii. W reakcji na niedobór, serce pompuje większą ilość krwi. W momencie, gdy asana jest zakończona i ćwiczący wychodzi z pozycji, nadmiar krwi transportowany jest do wybranej części ciała. Wiele pozycji "masuje" układ limfatyczny i wspomaga drenaż, poprawiając usuwanie z organizmu infekcji, bakterii i toksyn.

## Korzyści
Metoda jest dynamiczna i wymagająca, dlatego wymaga określonej sprawności i wytrzymałości od praktykujących. Wysoka temperatura i wilgotność ułatwiają też rozciąganie ciała. Opada napięcie i stres, dzięki czemu jest się mniej narażonym na urazy mechaniczne podczas ćwiczenia. Dodatkowo, Bikram joga wspomaga  utratę wagi: ilość spalonych kalorii podczas jednej sesji zależy od wieku i masy ciała danej osoby, ale szacuje się, że 90-minutowa sesja  pozwala zgubić od 500 do 1250 kalorii, w zależności od intensywności praktyk i innych czynników
Praktyka ta, dzięki poprawie w wydalaniu toksyn, poprawia również stan naszej skóry. Zwiększa świadomość ciała i zmniejsza skutki stresu, poprawia równowagę, koordynację i koncentrację. 

## Kontrowersje
Bikram Choudhury, który stał się milionerem, jest osobą bardzo kontrowersyjną. Krytykowany jest za pociąg do materialnej rozpusty: kolekcjonowania luksusowych samochodów: Rolls-Royce i Bentley oraz zegarków, wartych miliony dolarów.
Był pozywany za wykorzystywanie seksualne swojej prawniczki oraz gwałty na kursantkach, mimo to dalej prowadzi szkolenia.
Specjaliści debatują też nad tym, czy praktyka jogi w takich warunkach nie wpływa ujemnie na organizm. Opinie są podzielone. Jak przestrzega Choudhury, po pierwszych zajęciach możliwe jest uczucie zmęczenia, bezsenność, sztywność, bóle mięśni i kręgosłupa, zawroty głowy, mdłości, podrażnienia skóry, silny głód lub utrata apetytu. Wszystkie te objawy mają ustąpić po kilku zajęciach